# Tonk
Tonk là một thành phố và là nơi đặt hội đồng đô thị (municipal council) của quận Tonk thuộc bang Rajasthan, Ấn Độ.

## Địa lý
Tonk có vị trí 26°10′B 75°47′Đ / 26,17°B 75,78°Đ Nó có độ cao trung bình là 289 mét (948 feet).

## Nhân khẩu
Theo điều tra dân số năm 2001 của Ấn Độ, Tonk có dân số 135.663 người. Phái nam chiếm 52% tổng số dân và phái nữ chiếm 48%. Tonk có tỷ lệ 53% biết đọc biết viết, thấp hơn tỷ lệ trung bình toàn quốc là 59,5%: tỷ lệ cho phái nam là 63%, và tỷ lệ cho phái nữ là 43%. Tại Tonk, 18% dân số nhỏ hơn 6 tuổi.